# Đường tỉnh 12B
Đường tỉnh 12B hay tỉnh lộ 12B, viết tắt ĐT.12B hay TL.12B là đường tỉnh ở huyện Kim Bôi, tỉnh Hòa Bình, Việt Nam.

## Lộ trình
Đường tỉnh 12B nối từ Quốc lộ 6 ở ngã ba Phố Cun 20°44′56″B 105°19′59″Đ / 20,748918°B 105,332946°Đ thuộc xã Thu Phong, huyện Cao Phong đi qua xã Tú Sơn, ngã ba Bãi Chạo (xã Tú Sơn), thị trấn Bo 20°40′20″B 105°32′19″Đ / 20,672227°B 105,538518°Đ thuộc huyện Kim Bôi đến ngã ba Hàng Đồi 20°35′43″B 105°40′40″Đ / 20,595182°B 105,677714°Đ trên Đường Hồ Chí Minh thuộc thị trấn Ba Hàng Đồi, huyện Lạc Thủy có tổng chiều dài là 50 km.
Trước đây, Đường tỉnh 12B là một đoạn của Quốc lộ 12B, nối Quốc lộ 6 cũ từ ngã ba Chăm Mát (nay thuộc thành phố Hòa Bình) đến ngã ba Hàng Đồi thuộc thị trấn Ba Hàng Đồi, huyện Lạc Thủy. Đường do Lực lượng Thanh niên Xung phong xây dựng vào cuối năm 1959 và mở vào đầu những năm 1960.. Khi Thủy điện Hòa Bình tích nước thì đoạn Quốc lộ 6 từ Hòa Bình đi Sơn La được xây dựng theo tuyến mới, dẫn đến quốc lộ 12B bố trí lại. Đoạn này được giảm cấp thành đường tỉnh.
Khi mở đường thì đội TNXP ở vùng Tú Sơn còn thấy dấu vết hổ báo và các thú rừng khác.